# Yao Ching-Fu
Yao Ching-Fu (11 de junio de 1976) es un deportista taiwanés que compitió en taekwondo. Ganó una medalla de plata en el Campeonato Asiático de Taekwondo de 1994 en la categoría de –64 kg.

## Palmarés internacional
| Representando a China Taipéi |           |                  |           |
| Campeonato Asiático          |           |                  |           |
| Año                          | Lugar     | Medalla          | Categoría |
| 1994                         | Manila () | Medalla de plata | –64 kg    |